# Kablouna
Kablouna est un récit de voyage qui relate le séjour d'une année de l'aventurier français Gontran de Poncins parmi les Inuits du Canada, en 1938-1939. Écrit en collaboration avec Lewis Galantière, il a d'abord été publié en anglais à New York, en 1941, puis traduit en français six années plus tard. Aux États-Unis, où il a connu une grande popularité, il est resté considéré comme un classique du genre.

## Éléments du récit
Kablouna  relate le voyage de Gontran de Poncins, seul, sans assistance ni itinéraire préétabli, dans l'Arctique canadien, où il partagea pendant un an la vie d'un groupe d'Inuits Netsilik.
Parti de France en juin 1938, parrainé par la Société de géographie et le musée de l'Homme, l'auteur avait pour projet d'étudier « la vie des Esquimaux [et de] rapporter leurs outils les plus anciens », à une époque où, depuis une trentaine d'années déjà, leur mode de vie traditionnel était remis en cause par l'influence des missionnaires et des marchands de fourrures. De Coppermine (aujourd'hui Kugluktuk), il gagna Gjoa Haven, sur l'île du Roi-Guillaume. Prenant cette localité pour base, il parcourut la région, à pied ou en traîneau à chiens, accompagnant les mouvements saisonniers de ses hôtes d'un camp de chasse à l'autre, poussant vers l'est jusqu'aux confins de Pelly Bay (Kugaaruk), atteints en février 1939.
Le texte dépeint l'existence nomade des Inuits — sous un climat où des températures de −40 °C à −50 °C sont courantes pendant la plus grande partie de l'année —, les contraintes et les joies de la vie en igloo, l'échange des femmes et la sexualité débridée du printemps, les pratiques de chasse et de partage de la nourriture, l'importance de la famille et la place qui y est faite aux chiens, la force des individualités et celle de la solidarité collective.

Cependant l'intention exprimée par l'auteur dépasse la simple observation, : 

« [L’Esquimau]
n’était pas à mes yeux une « espèce » intéressante, pas plus que je n’étais aux siens un savant consciencieux… Il s’agissait pour moi de vivre la vie eskimaude, non de la mesurer avec des instruments de précision. »

Sa démarche vise à rendre compte, dans la mesure du possible, de la réalité psychologique de ses compagnons : 

« des êtres étonnants et quasi-incompréhensibles rêvent, mangent et rient, vivent une existence matérielle d’une brutalité inouïe, alliée à une vie spirituelle d’une grande subtilité, pleine de sous-entendus, de nuances, de choses senties plus qu’exprimées… et peut-être inexprimables. »

Il tire de son expérience une forme de respect pour la culture inuite :

« Si l’on me dit que les Esquimaux, d’après leur genre de vie, sont d’une race inférieure, je répondrai qu’ils ont un sens de la fraternité, une dignité et une délicatesse qui feraient honte à bien des Blancs. »

En complément du texte, l'ouvrage comporte de nombreux dessins de l'auteur et 32 pages de photographies en noir et blanc dans sa première édition.

## Publication et réception
De son année de séjour parmi les Inuits, Gontran de Poncins rapporta 1 200 pages d'observations et de notes quotidiennes, en français et en anglais. Mis en forme et entièrement en anglais par un éditeur du groupe de presse Time, Lewis Galantière, le texte fut sélectionné par le Book of the Month Club (en) en mars 1941. 
L'ouvrage, titré Kabloona, fut donc d'abord publié aux États-Unis, où le groupe Time assura sa promotion auprès du grand public américain. L'édition française, traduite de l'anglais, fut publiée en 1947.
Dès sa première publication aux États-Unis, le livre fut salué comme un chef-d’œuvre de la littérature polaire, voire tout simplement comme un « chef-d'œuvre littéraire », selon les termes de la Saturday Review (en). 
Vendu à quelque deux millions d'exemplaires,, il figurait toujours, au début du XXIe siècle, parmi les classiques de la littérature d'aventure.

## Analyses
Selon un témoignage de Lewis Galantière, Kablouna, bien que son texte récuse explicitement toute prétention scientifique, a été cité par Bronisław Malinowski comme un modèle d'écriture ethnographique.
Les commentateurs ont souvent souligné que, comme l'a écrit Christophe Roustan-Delatour, Gontran de Poncins « racontait surtout son propre cheminement intérieur » : celui d'un homme qui, « au terme d'une décennie d'errance », avait fui, selon l'expression d'Henry Seidel Canby, « le malaise de la civilisation moderne, [...] mécanique et guerrière », dans l'espoir de retrouver chez les Inuits les sources perdues du bonheur, et de s'y trouver lui-même. Au cours de cette quête et, à nouveau selon les termes d'Henry Seidel Canby, « autant qu'il est possible à un homme de notre culture, il était, pour un temps, devenu un Esquimau. »
Shari Michelle Huhndorf a plutôt insisté sur les limites de cette identification : l'auteur voyageur, s'il respecte les valeurs inuites, les définit en termes chrétiens ; de même qu'il désigne les lieux sous leurs noms coloniaux, il définit les Inuits eux-mêmes par rapport aux Européens, en faisant des premiers l'incarnation vivante des ancêtres préhistoriques des seconds. Dépeints comme plus nobles et plus purs que leurs congénères occidentaux, ce sont aussi des  « primitifs » qui personnifient à ses yeux les vices liés à ce que la société industrielle réprime : le charnel et l'animal. Aussi, alors qu'à la fin du récit, Poncins, transformé et purifié par son parcours, regagne le monde moderne, l'Inuit ne peut manifestement trouver aucune place dans celui-ci. En somme, l'Arctique a simplement « fourni un lieu pour mettre en pratique une vision racialisée du progrès qui naturalise la domination blanche » et l'expérience de la vie inuite « a finalement confirmé les valeurs occidentales et les pratiques coloniales ».

## Éditions
En anglais
- (en) Gontran de Poncins (auteur) et Lewis Galantière (collaborateur), Kabloona, New York, Reynal & Hitchcock, 1941, 339 p. (OCLC 1031250669).
- (en) Gontran de Poncins (auteur) et Lewis Galantière (collaborateur) (préf. Eric Linklater), Kabloona, Londres, Jonathan Cape, 1941, 320 p. (lire en ligne).
- (en) Gontran de Poncins (auteur) et Lewis Galantière (collaborateur, nouvelle préface), Kabloona, New York, Time, 1965, 322 p. (OCLC 625210).

En français
- Gontran de Poncins, Kablouna, Paris, Delamain et Boutelleau, 1947, 323 p. (BNF 32539112).
- Gontran de Poncins, Kablouna, Arles, Actes Sud, coll. « Terres d'aventure », 1991, 308 p. (ISBN 2-86869-719-4 et 9782868697196).